# Landhaus (Möckern)
Landhaus ist ein Ortsteil von Möckern im Landkreis Jerichower Land in Sachsen-Anhalt.

## Geografie
Das Dorf liegt zwei Kilometer südlich von Ziepel. Etwa einen Kilometer östlich von hier wird die Gemarkung durch den Fließgraben begrenzt. Dieses Gewässer fließt der etwa zwei Kilometer südöstlich gelegenen Ehle zu. Der hier verlaufende Abschnitt ist ein Teil des FFH-Gebietes Ehle zwischen Möckern und Elbe. Es steht unter Schutz, da es sich hier um einen wertvollen Gewässerlauf handelt, der noch zum Teil einen natürlichen mäandrierenden Verlauf aufweist und über seltene Fischarten verfügt.
Die Gebäude des Ortes befinden sich im Wesentlichen im Umfeld einer Straßenkreuzung. Der markanteste, unmittelbar nördlich der Bundesstraße gelegene und das Ortsbild prägende Hof, steht derzeit (Stand 2015) leer und verfällt.
Naturräumlich gehört der Ort zum Zerbster Land, einer ackergeprägten offenen Kulturlandschaft und 536 km² großen Haupteinheit der übergeordneten Haupteinheitengruppe des Fläming im norddeutschen Tiefland. Das Zerbster Land bildet die Südwestabdachung des Flämings zur Elbe und gehört zum Einzugsgebiet dieses Flusses.

## Geschichte
Landhaus, damals Landhaus Zeddenick, gehörte zur Gemeinde Ziepel und wurde mit dieser am 1. Januar 2003 nach Möckern eingemeindet.

## Verkehr
Durch Landhaus führt die Bundesstraße 246 vom westlich gelegenen Nedlitz nach Möckern in Richtung Osten. Die Bundesstraße wird in der Ortslage Landhaus von der vom nördlich gelegenen Ziepel nach Vehlitz im Süden führenden Straße gekreuzt.